# 9852 Gora
9852 Gora è un asteroide della fascia principale. Scoperto nel 1990, presenta un'orbita caratterizzata da un semiasse maggiore pari a 2,5529901 au e da un'eccentricità di 0,1363199, inclinata di 5,24913° rispetto all'eclittica.
L'asteroide è dedicato al nuotatore statunitense Roland Gora.